# Румунія на Дитячому пісенному конкурсі Євробачення
Румунія на Дитячому пісенному конкурсі Євробачення брала участь з 2003 по 2009 рік. Першими представниками країни на конкурсі були обрані Бубу, що виконали пісню «Tobele Sunt Viaţa Mea» (Барабани – це моє життя) на Дитячому Євробаченні 2003 року, з якою посіли 10 місце. Найкращий результат Румунія здобула у 2004-му, у другий рік своєї участі, з піснею «Îţi Mulţumesc» (Дякую), яку виконав Ноні Разван Ене та здобув четверте місце. Після відмови від участі у 2010 році країна більше не поверталася на Дитяче Євробачення.
Румунія була країною-господаркою Дитячого Євробачення 2006 року. Конкурс пройшов у Бухаресті.

## Учасники
Умовні позначення
     Переможець
     Друге місце
     Третє місце
     Четверте місце
     П'яте місце
     Останнє місце
| Рік  | Місце проведення | Учасник             | Пісня                                                                                    | Місце | Бали |
| ---- | ---------------- | ------------------- | ---------------------------------------------------------------------------------------- | ----- | ---- |
| 2003 | Копенгаген       | Бубу                | «Tobele Sunt Viaţa Mea» (Барабани – це моє життя)                                        | 10    | 35   |
| 2004 | Ліллегаммер      | Ноні Разван Ене     | «Îţi Mulţumesc» (Дякую)                                                                  | 4     | 123  |
| 2005 | Гасселт          | Аліна Еремія        | «Ţurai!» (Поклянись!)                                                                    | 5     | 89   |
| 2006 | Бухарест         | New Star Music      | «Povestea Mea» (Моя історія)                                                             | 6     | 80   |
| 2007 | Роттердам        | 4Kids               | «Sha-la-la» (Ша-ла-ла)                                                                   | 10    | 54   |
| 2008 | Лімасол          | Мадаліна та Андрада | «Salvaţi Planeta» (Врятуйте планету)                                                     | 9     | 58   |
| 2009 | Київ             | Іоана Анута         | «Ai Puterea în Mâna Ta / You Have The Power In Your Hand» (Ви маєте владу у своїх руках) | 13    | 19   |

## Історія голосування (2003-2009)
| Дано                 | Дано | Отримано             | Отримано |
| Країна               | Бали | Країна               | Бали     |
| -------------------- | ---- | -------------------- | -------- |
| Білорусь             | 40   | Кіпр                 | 47       |
| Іспанія              | 40   | Іспанія              | 42       |
| Північна Македонія   | 32   | Північна Македонія   | 36       |
| Росія                | 27   | Греція               | 33       |
| Україна              | 27   | Білорусь             | 22       |
| Бельгія              | 23   | Бельгія              | 19       |
| Вірменія             | 21   | Мальта               | 19       |
| Велика Британія      | 20   | Швеція               | 19       |
| Хорватія             | 19   | Латвія               | 17       |
| Греція               | 18   | Хорватія             | 16       |
| Мальта               | 18   | Норвегія             | 14       |
| Грузія               | 17   | Португалія           | 14       |
| Данія                | 17   | Сербія               | 13       |
| Нідерланди           | 16   | Франція              | 10       |
| Швеція               | 15   | Швейцарія            | 10       |
| Сербія               | 14   | Велика Британія      | 9        |
| Кіпр                 | 13   | Нідерланди           | 9        |
| Болгарія             | 8    | Болгарія             | 8        |
| Литва                | 8    | Україна              | 8        |
| Норвегія             | 5    | Росія                | 8        |
| Франція              | 3    | Польща               | 8        |
| Латвія               | 2    | Сербія та Чорногорія | 7        |
| Польща               | ―    | Вірменія             | 4        |
| Португалія           | ―    | Грузія               | 2        |
| Сербія та Чорногорія | ―    | Данія                | 2        |
| Швейцарія            | ―    | Литва                | 2        |